# Sigmar Rettich
Sigmar Rettich, né le 24 avril 1882 à Waldshut, dans le Grand-duché de Bade, à l'époque dans l'Empire allemand et mort le 21 mai 1946 à Zurich, est un coureur cycliste sur piste allemand de naissance, courant aussi parfois sous la nationalité suisse. Il a remporte de nombreuses victoires en tandem associé à Gabriel Poulain.

## Biographie
Sigmar Rettich est né à Waldshut à l'époque dans l'Empire allemand.
En 1901, il est licencié en classe B, par la fédération allemande (Verband Deutscher Radrennbahnen (de)). Il s'installe à Paris en 1901 et court sous la nationalité suisse,,. Il s'aligne sur Toulouse-Luchon-Toulouse en 1902. Il court le Derby d'Allemagne en 1903; Il prend le départ des six jours de New York en 1903, associé à Beaugendre qui abandonne, Rettich continue avec Gougoltz, mais abandonne à la suite d'une chute,. La question de sa nationalité fait débat. Il participe au Grand Prix de Paris 1904.
Il court pour l'Allemagne aux championnats du monde de cyclisme sur piste 1905 à Anvers. Il est éliminé en série et court l'épreuve de tandem avec Gabriel Poulain.  Il participe au Grand Prix de Paris 1906 où il remporte le Prix de l'Espérance, cette année là,. Il arrive en demi-finale du championnats du monde de vitesse 1906. Il court en tandem avec Gabriel Poulain, lors du Grand Prix de Paris 1907 et finit 2e du Prix de l'Espérance.
En 1908, il s'entraine sur route et court Paris-Roubaix où il est mis hors course. Il prend le départ de Bordeaux-Paris 1908,. Il abandonne 20 km avant Ruffec. Le Rad-Welt (de) le considère bien comme un coureur allemand.
Il participe aux six jours de Berlin 1910, associé à Albert Schipke, mais abandonne et est remplacé par Julius Bettinger (de).
Le 19 octobre 1912, au Parc des Princes, Sigmar Rettich remporte, le prix Dubos, pour un « vol » en aviette (bicyclette volante) sur une distance de plus d'un mètre à une hauteur d'au moins dix centimètres,,,,,.
Le 31 juillet 1914, il court encore au Parc des Princes. Le 3 août, il est conduit aux Sables d'Olonne, où il reçoit un laissez-passer pour Barcelone où il vit quelque temps sans travail et dans le plus grand dénuement. Le 2 octobre, son père lui envoie l'argent nécessaire pour rentrer à Bâle où il habite. Pendant son voyage vers Gênes, il est arrêté, le 10 octobre, à bord du navire italien Sibilla, par les autorités françaises et interné à Casabianda en Corse, puis à Uzès et finalement à l'Île Longue de 1916 à 1919.
En 1928, L'Auto indique que Sigmar Rettich a demandé une licence pour recourir.

## Palmarès

### Championnat national
- 2e du championnat de Suisse de demi-fond : 1900[32]

### Championnat régional
- Champion de Zurich : 1905[33]

### Grand-Prix
- Grand Prix de Cannes : 1903[34],[35]
- Grand Prix de Saint-Etienne (demi-fond) : 1903[36]
- Grand Prix d'Amiens : 1904[37]
- Grand Prix de Genève : 1904[38],[39]
- Grand Prix du Conseil général à Tours: 1908[40]
- Grand Prix de Lyon : 1906[41]
- Grand Prix de Bordeaux : 1906
- Grand Prix d'Angers : 2e en 1906, 3e en 1904 et 1907
- Prix de l'Espérance : 1906, 2e en 1907 et 3e en 1910
- Grand Prix d'Eté à Buffalo : 1911[42]

### Autres
- 4 heures de Perpignan : 1902[43]
- Course internationale à Nice : 1902[44] et 1903[45]
- Course internationale à Reims : 1904[46]
- Course internationale à Zurich : 1905[47]
- Course internationale à Laval : 1907[48]
- Course internationale à Montluçon : 1909[49]

## Vie privée
Il se marie en septembre 1905 à Paris, avec Emma Muller (1875-1922), la secrétaire de Choppy Warburton, le manager de Tom Linton et  Jimmy Michael.